# Бабочка (река)
Ба́бочка или Ба́бочки (бел. Ба́бачка) — река в Слонимском районе Гродненской области Белоруссии. Левый приток Щары в бассейне Немана. Длина — 4 км или, по другим данным, 6 км. Начинается в 1,5 км к западу от деревни Бабиничи. Течёт в основном на юго-восток и впадает в Щару на высоте 126 м над уровнем моря, юге-восточнее деревни Задворье. На всём протяжении канализированная.